# Ingeniería petroquímica
La ingeniería petroquímica es la rama de la química, encargada del estudio de los procesos que involucran la transformación de materias primas (preferiblemente gaseosas) en productos plásticos terminados, así como también la operación de los mismos. 
El ingeniero petroquímico está en capacidad de:
- Explicar y manejar los conceptos que describen los fenómenos físico-químicos en la naturaleza.
- Relacionar el conocimiento integral de las ciencias básicas y sus aplicaciones, seguido por la interpretación de las leyes fundamentales de conservación de la masa, la energía y la cantidad de movimiento.
- Integrar el diseño, la operación y el control de unidades industriales de procesos de transformación química y separación.
- Manejar conceptos de equilibrio químico, dinámica de sistemas, teorías de medición y control de procesos.
- Desarrollar modelos matemáticos que rigen el comportamiento de los procesos industriales, en materia petroquímica.
- Proponer estrategias y técnicas de medición e instrumentación.
- Proponer y ejecutar alternativas tecnológicas en productos y procesos tecnológicos.
- Señalar estrategias en la solución de problemas dentro de su organización o equipo de trabajo.